# Distrito Sur (Burgos)

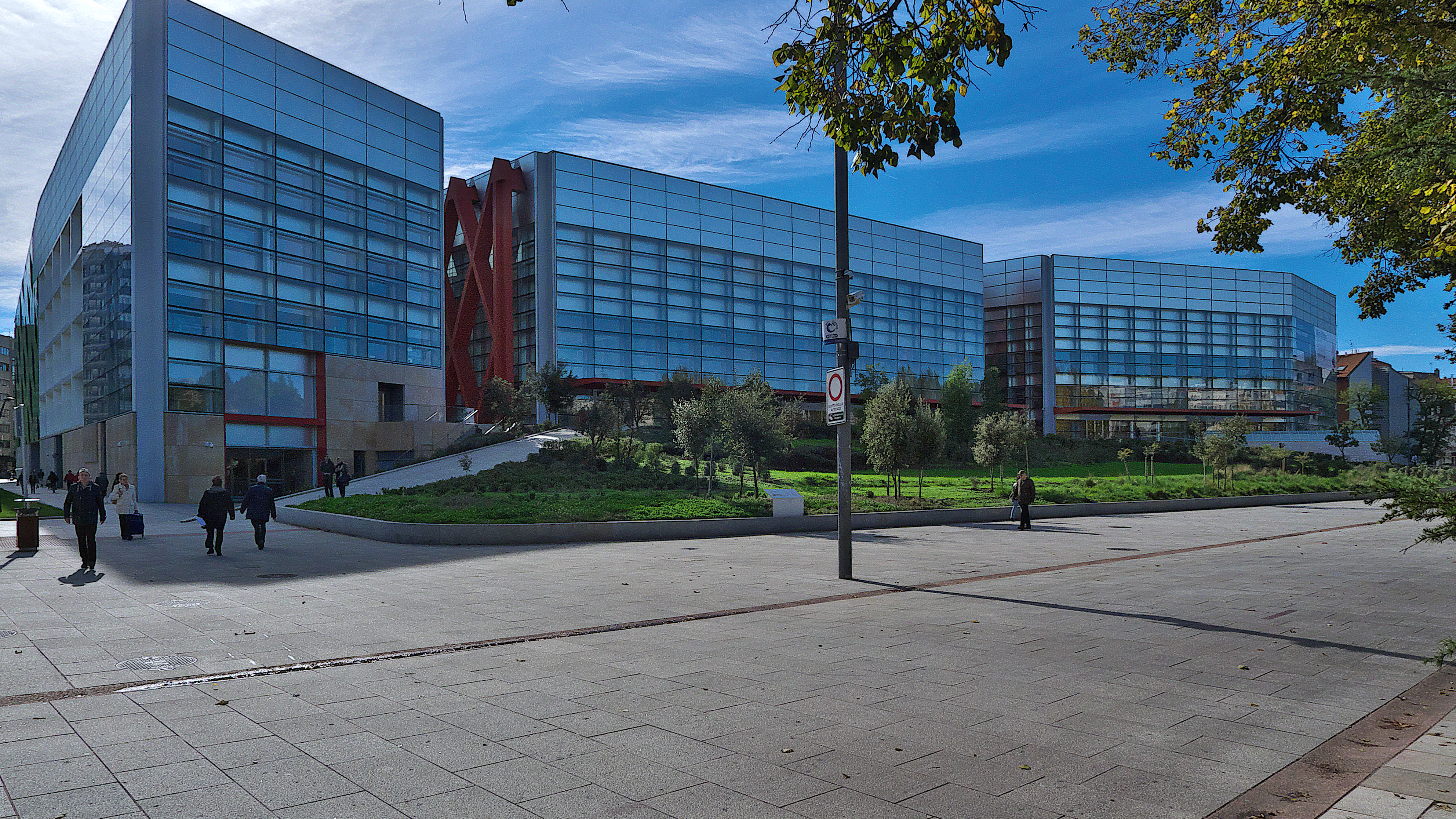
Complejo de la Evolución Humana. Juan Navarro Baldeweg (2005-2012).

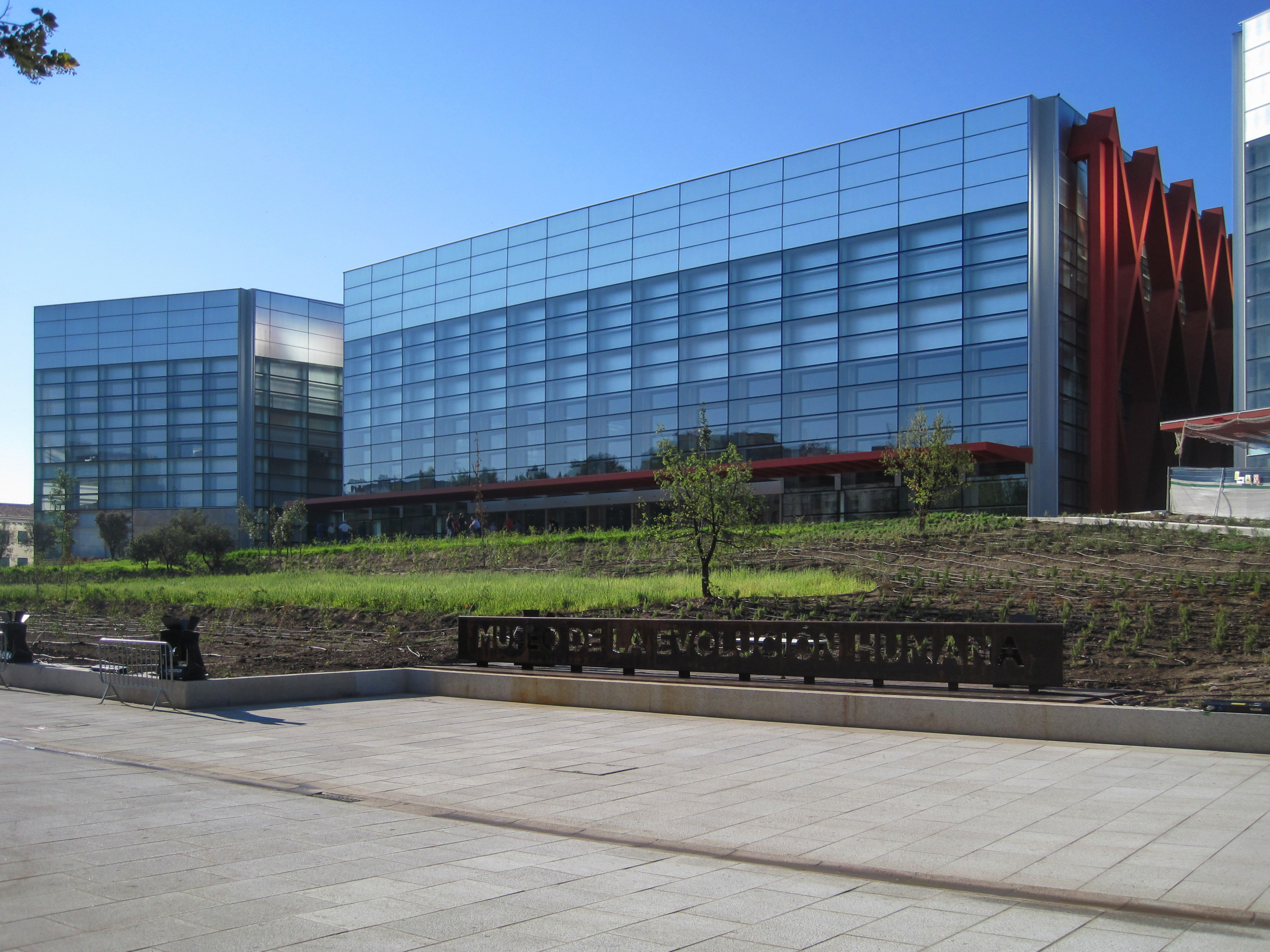
Museo de la Evolución Humana - MEH.

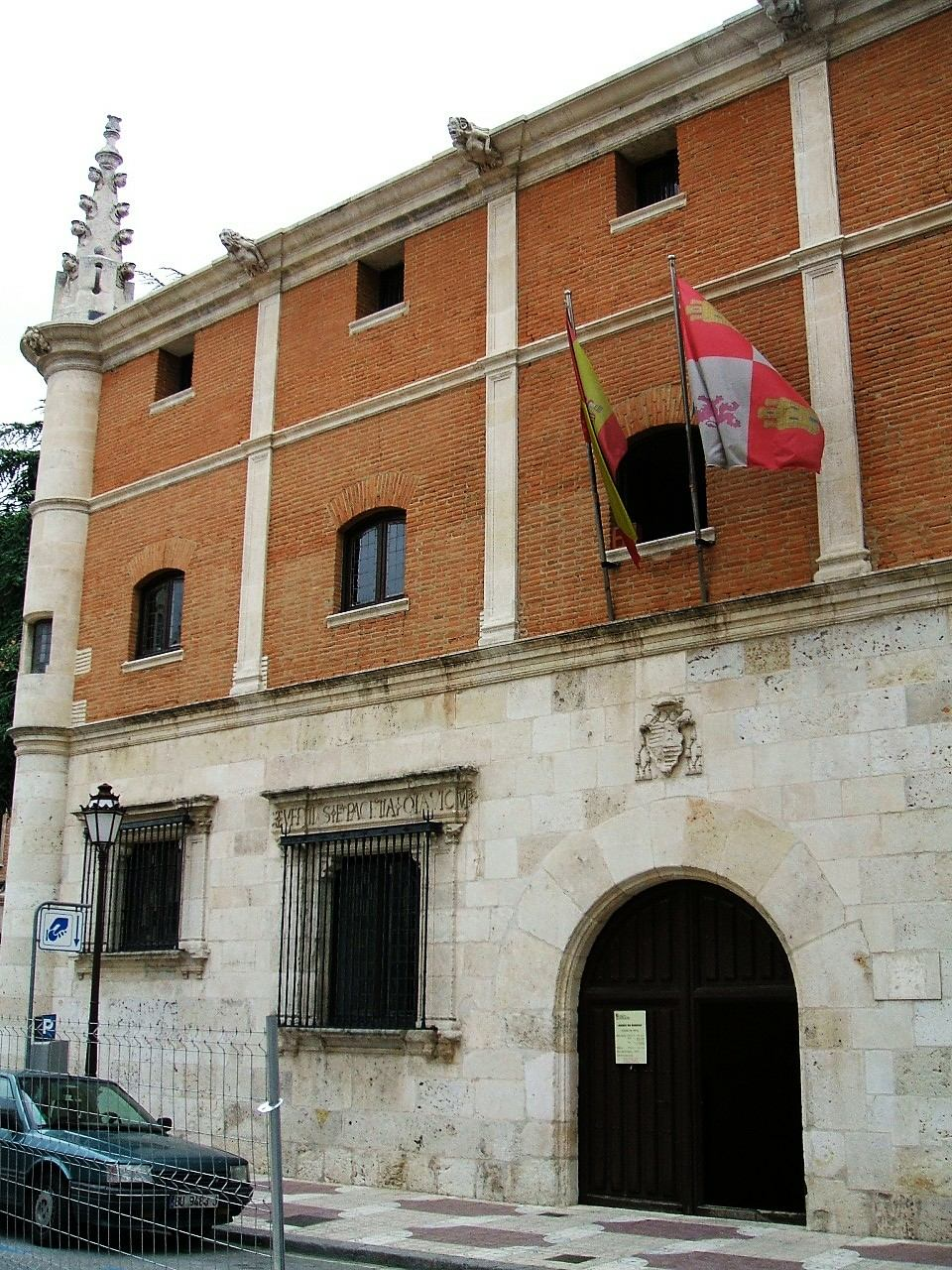
Museo de Burgos.

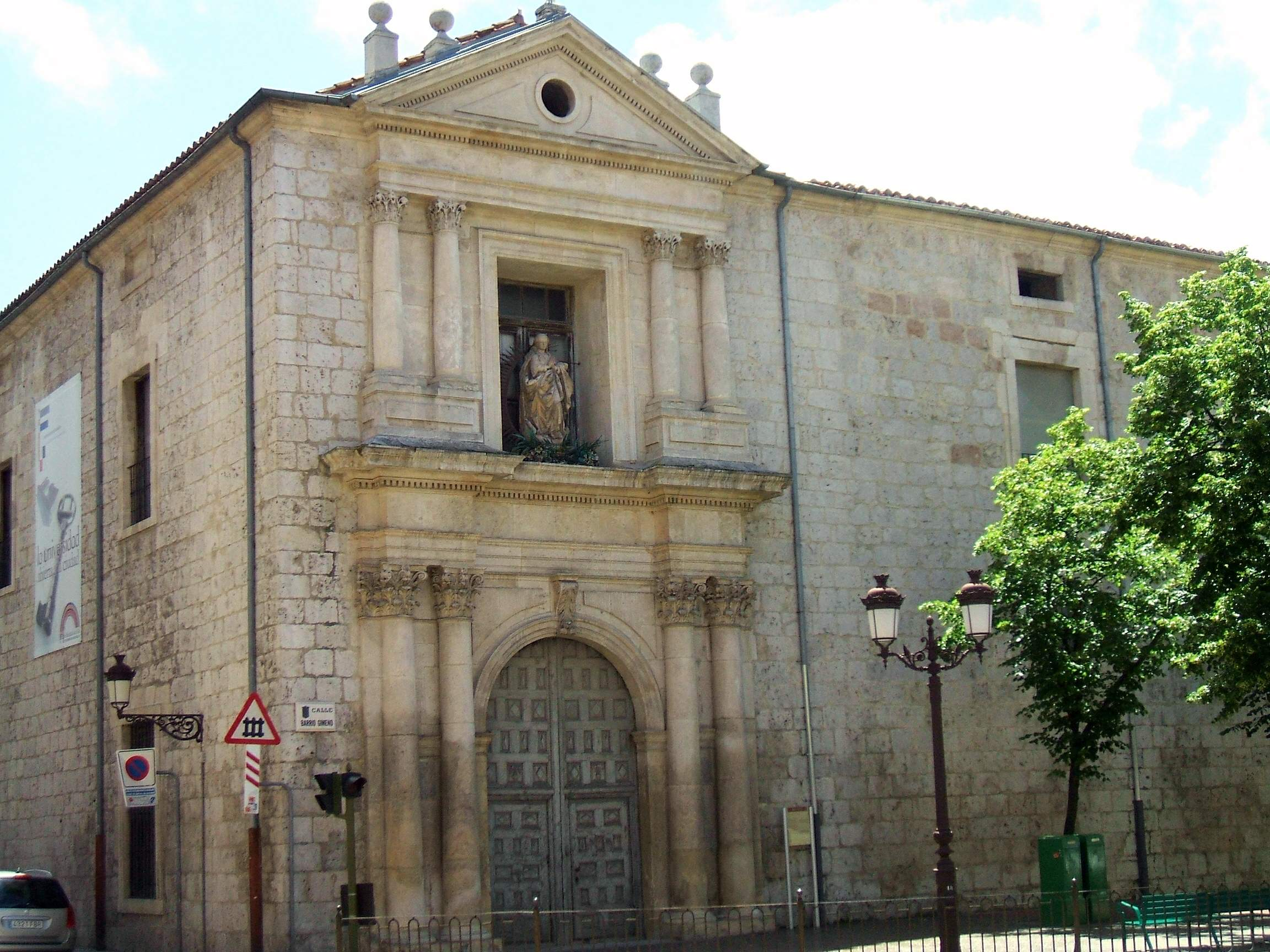
Hospital de la Concepción.

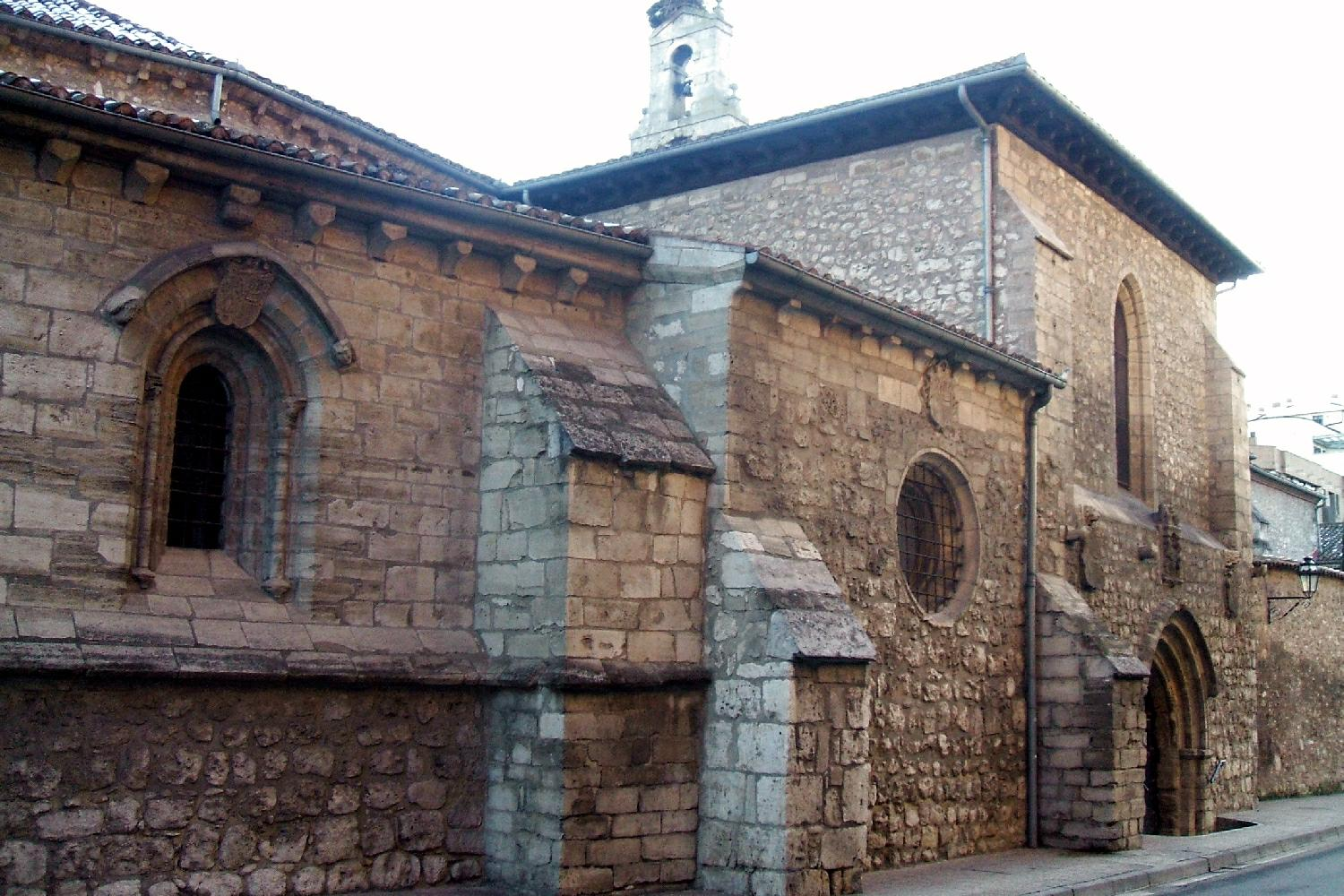
Convento de Santa Clara.

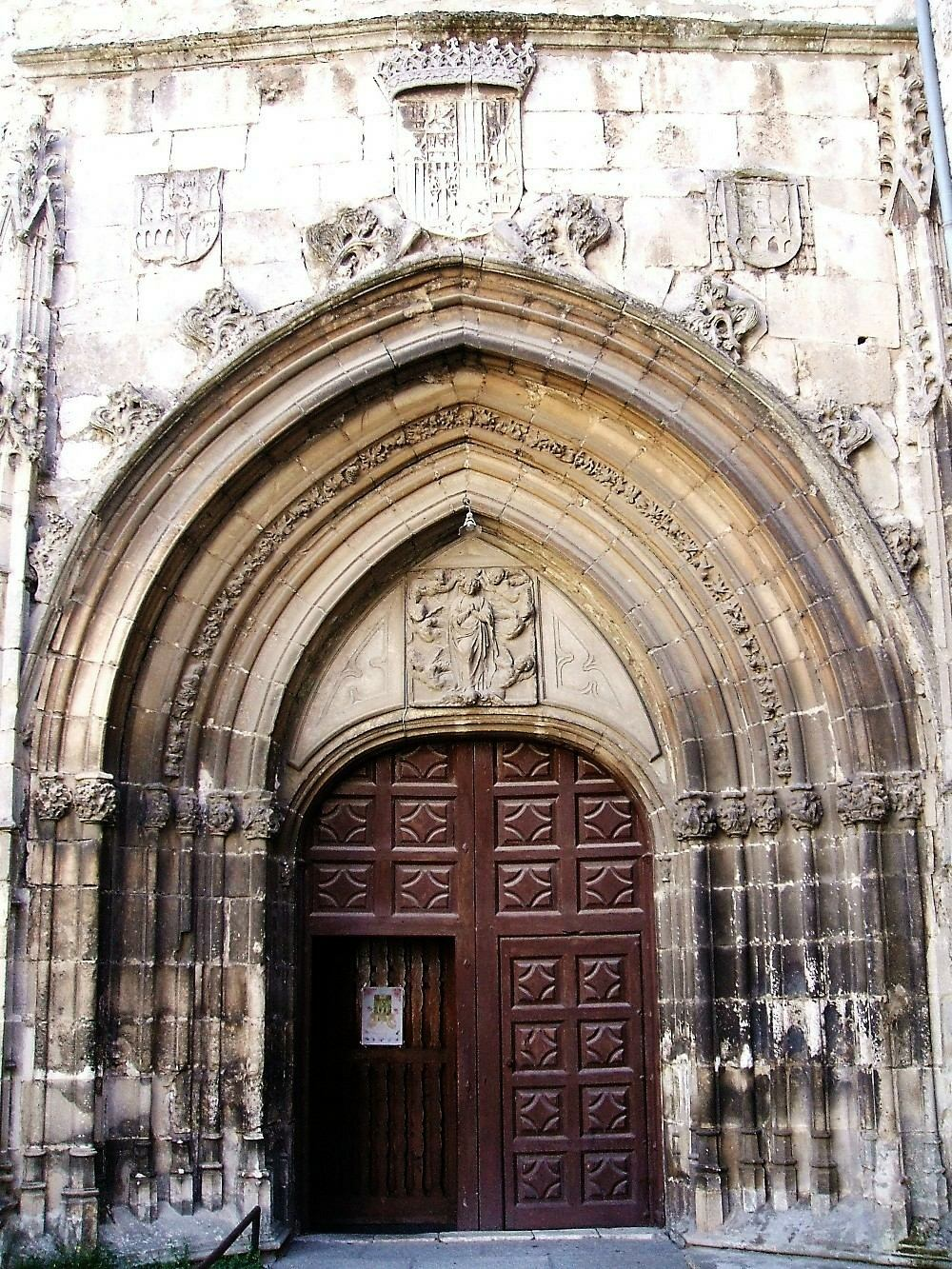
Portada del convento de Santa Dorotea, en la calle homónima.

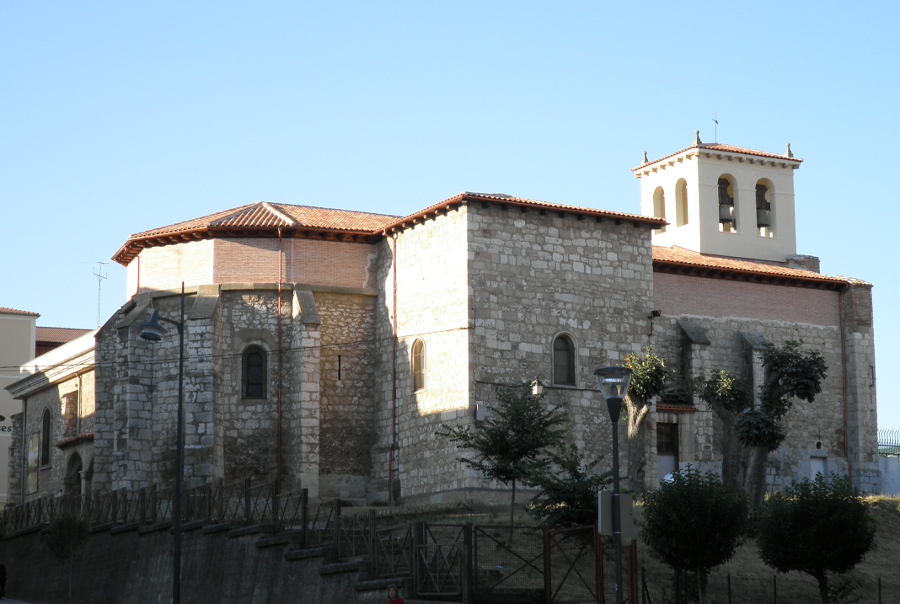
Iglesia de San Pedro y San Felices, en la calle Santa Ana.

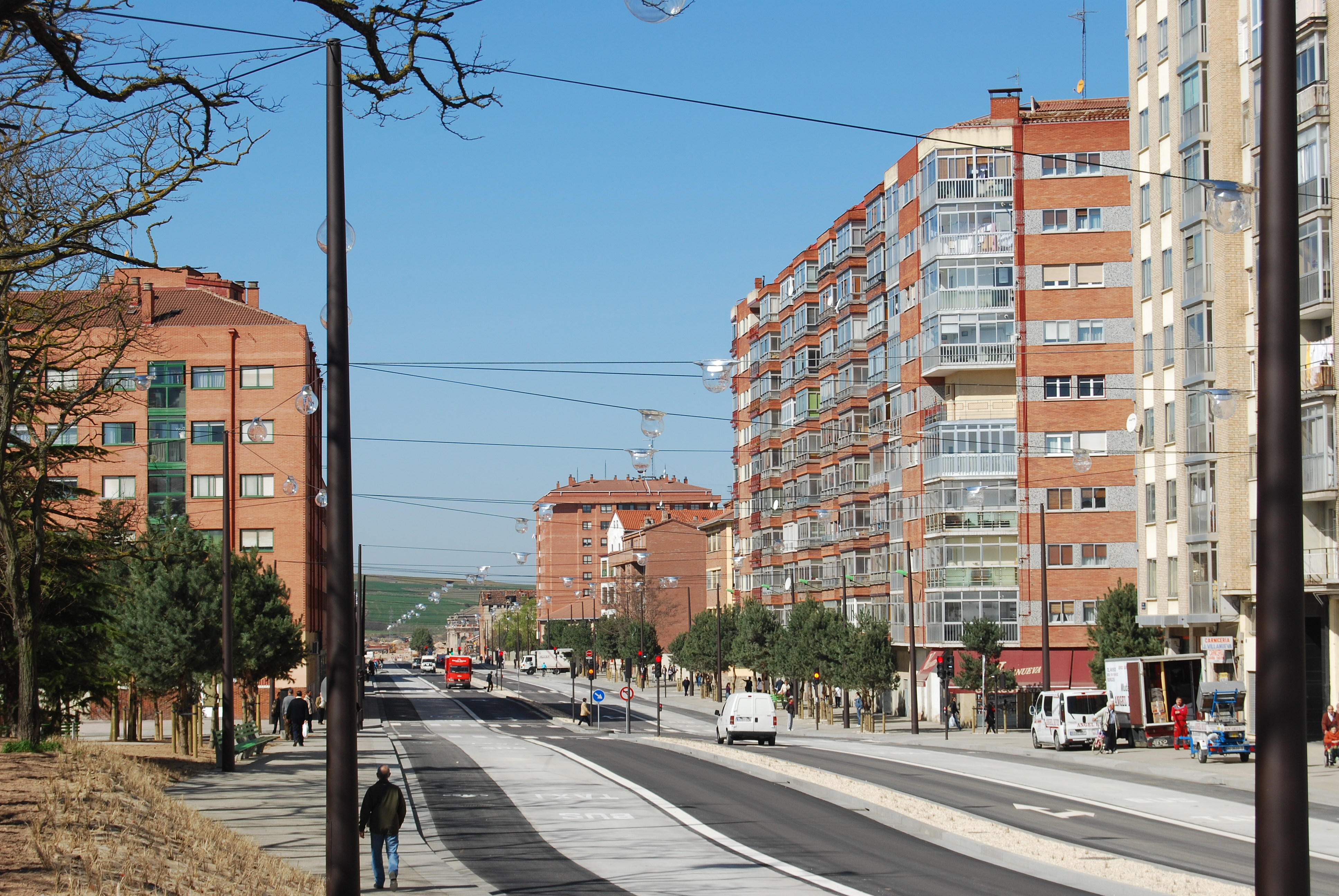
Bulevar del Ferrocarril desde el Parque de la Nevera.

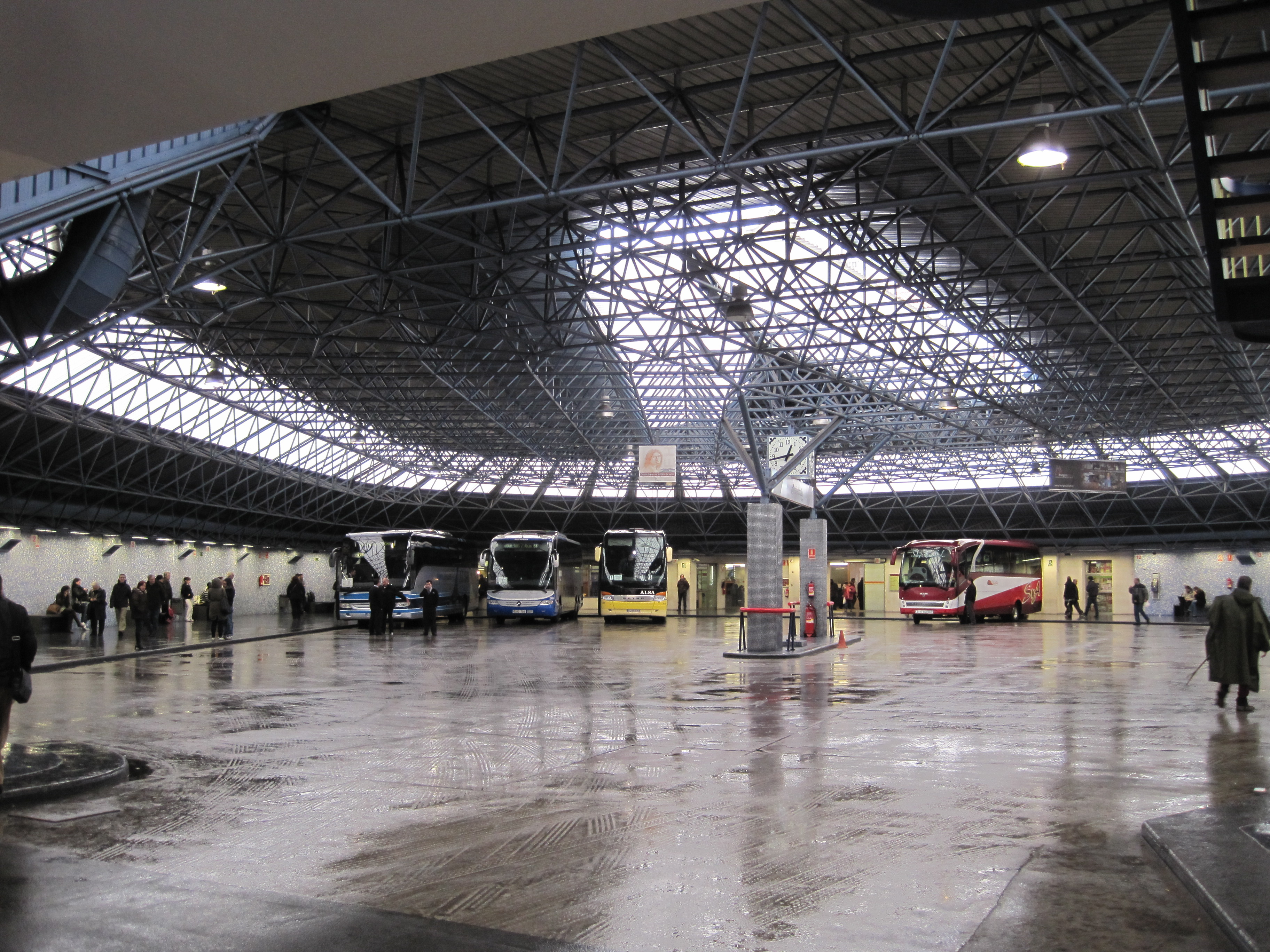
Interior de la Estación de autobuses de Burgos, situada en la calle Miranda.

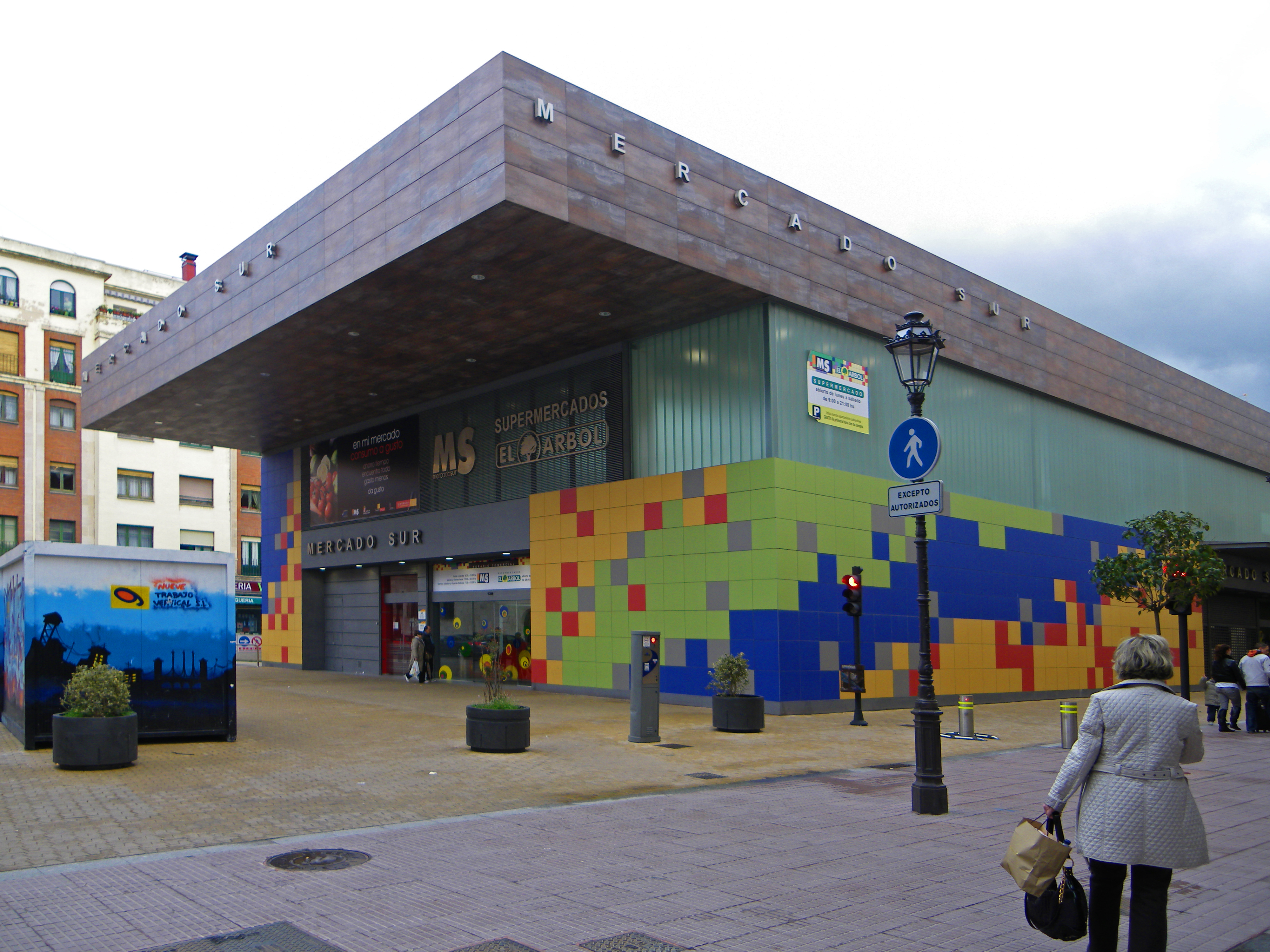
Acceso principal a Mercado Sur, en la calle Miranda.

El Distrito 4 - Sur de Burgos (Castilla y León, España), es una zonificación administrativa que responde al artículo 128 de la Ley de Grandes Ciudades.

## Zonas y barrios
- Centro Sur.
- San Julián.
- El Crucero-San José.
- San Pedro y San Felices.

## Monumentos
- Museo de la Evolución Humana.
- Museo de Burgos.
- Hospital de la Concepción.
- Convento de Santa Clara.
- Convento de San José y Santa Ana.
- Convento de las Trinitarias.
- Convento de Santa Dorotea.
- Real Monasterio de San Agustín.
- Iglesia de San Cosme y San Damián.
- Iglesia de Nuestra Señora de la Merced.
- Iglesia de San Pedro y San Felices.
- Iglesia del Carmen.
- Iglesia de San Julián.
- Iglesia de la Santa Cruz, en la calle Romancero.
- A las afueras del barrio de San Pedro y San Felices, en la calle San Zoles, se encuentran los restos de la Torre de San Zoles,[4][5] antigua residencia y defensa de una explotación agrícola, y la ermita de San Zoles (San Zuil[6] o San Zoilo),[7] ambas de propiedad privada.

Monumentos desaparecidos
- Convento de San Pablo.
- No se conservan restos de la Torre de Buradón o de San Pedro, desaparecida en 1789.[8]

## Equipamientos
Transporte y comunicaciones
- Estación de autobuses de Burgos.
- Bulevar del Ferrocarril.
- Aparcamiento público "Plaza de Vega-Catedral".
- Aparcamiento público "Museo de la Evolución Humana".

Ciencia y cultura
- Complejo de la Evolución Humana.
- Museo de la Evolución Humana.
- Centro Nacional de Investigación sobre la Evolución Humana.
- Auditorio y Palacio de Congresos de Burgos.
- Museo de Burgos.
- Centro Cívico "San Agustín".
- Universidad Popular para la Educación y Cultura de Burgos.

Centros de enseñanza
- Instituto de Educación Secundaria "Cardenal López de Mendoza".  Archivado el 21 de diciembre de 2016 en Wayback Machine.
- Instituto de Educación Secundaria "Enrique Flórez".  Archivado el 15 de febrero de 2017 en Wayback Machine.
- Instituto de Educación Secundaria "Diego de Siloé".  Archivado el 22 de noviembre de 2016 en Wayback Machine.
- Colegio Público de Educación Infantil y Primaria "Padre Manjón".  Archivado el 8 de enero de 2017 en Wayback Machine.
- Colegio Público de Educación Infantil y Primaria "Sierra de Atapuerca".  Archivado el 15 de enero de 2017 en Wayback Machine.
- Escuela Infantil Municipal "Los Gigantillos".
- Colegio privado concertado "San Pedro y San Felices", dependiente del Arzobispado de Burgos.
- Colegio privado concertado "Sagrado Corazón", dirigido por las Hermanas Salesianas del Sagrado Corazón de Jesús.
- Colegio privado concertado "Nuestra Señora de Lourdes", dirigido por las Hermanas Franciscanas Misioneras de María.
- Colegio privado concertado "Colegio Círculo", dependiente del Círculo Católico de Obreros de Burgos.
- Colegio privado concertado "Jesús-María", dirigido por religiosas de Jesús-María.
- Colegio privado concertado "La Merced y San Francisco Javier", dirigido por los jesuitas.
- Colegio privado concertado "Jesús Reparador", dirigido por las Madres Reparadoras del Corazón de Jesús.
- Seminario "San José", dependiente del Arzobispado de Burgos.

Deporte y ocio
- Complejo Deportivo Municipal de San Pedro y San Felices.
- Polideportivo Pisones.
- Piscina climatizada, en el Centro Cívico "San Agustín".  Archivado el 26 de diciembre de 2016 en Wayback Machine.
- Parque de San Isidro, sobre el cerro del mismo nombre. Anteriormente, fue un circuito de motocross.
- Paseo Sierra de Atapuerca.
- Paseo de la Quinta.
- La Estación, centro municipal de ocio infantil y juvenil.[9]
- Centro de Creación Musical "El Hangar".
- Club Recrea Alhóndiga de la Fundación Caja de Burgos, en la calle Caja de Ahorros Municipal.
- En la zona de Parque Europa, comienza la Vía Verde "Ferrocarril Santander-Mediterráneo" (Burgos, Cardeñajimeno, Modúbar de la Emparedada y Cojóbar).  Archivado el 30 de diciembre de 2016 en Wayback Machine.

Salud y residencias
- Centro de Salud "San Agustín".
- Centro de Salud "Santa Clara".
- Residencia "San Agustín", para personas mayores.
- Residencia Universitaria "San Agustín", en la calle Madrid.

Varios
- Oficina principal de Correos, en la plaza del Conde Castro.
- Mercado Sur.
- Sede de la asociación de vecinos "Nuestro Barrio", en el paseo de los Pisones.
- La parroquia de San Pedro y San Felices cuenta desde 2015 con un centro parroquial.

## Fiestas
San Julián
- Fiestas en honor de San Julián Obispo, en el mes de enero (la festividad de San Julián Obispo es el 27 de enero).

San Pedro y San Felices
- Fiestas en honor de la Cátedra de San Pedro en Antioquía (22 de febrero). [10]
- Festividad de San Isidro Labrador (15 de mayo).  Archivado el 15 de agosto de 2016 en Wayback Machine.

## Calles destacadas
- Calle Madrid, que enlaza con la carretera de Madrid.
- Calle San Agustín.
- Paseo de los Pisones.
- Calle de Salas.
- Calle de Calleja y Zurita.
- Calle San Pedro y San Felices, que enlaza con la carretera de Arcos.
- Calle de los Alfareros.
- Calle Santa Clara.
- Calle del Carmen.

## Autobuses
- Línea 2: Hospital Universitario-Carretera de Arcos. Archivado el 9 de enero de 2017 en Wayback Machine.
- Línea 22: Bulevar-Hospital Universitario.
- Línea 45: Carretera de Arcos-Eladio Perlado.

## BiciBur
Puntos del servicio municipal BiciBur  Archivado el 28 de septiembre de 2007 en Wayback Machine. en:
- Paseo Sierra de Atapuerca, frente al Servicio Territorial de Sanidad y Bienestar Social.
- Parque de San Agustín, detrás del Real Monasterio de San Agustín.
- Entre el Centro de creación musical El Hangar y la Antigua Estación de Ferrocarril de Burgos.

## Asociaciones
- Asociación de Vecinos "Nuestro Barrio".
- Sociedad Recreativo-Cultural Peña "El Monín" (el Monín fue un gran álamo de Burgos que se taló en 1990[11]).
- Grupo de Blusas "Los Julianitos".
- Asociación Recreativo-Cultural Peña "Los Felices".

## Galería de imágenes

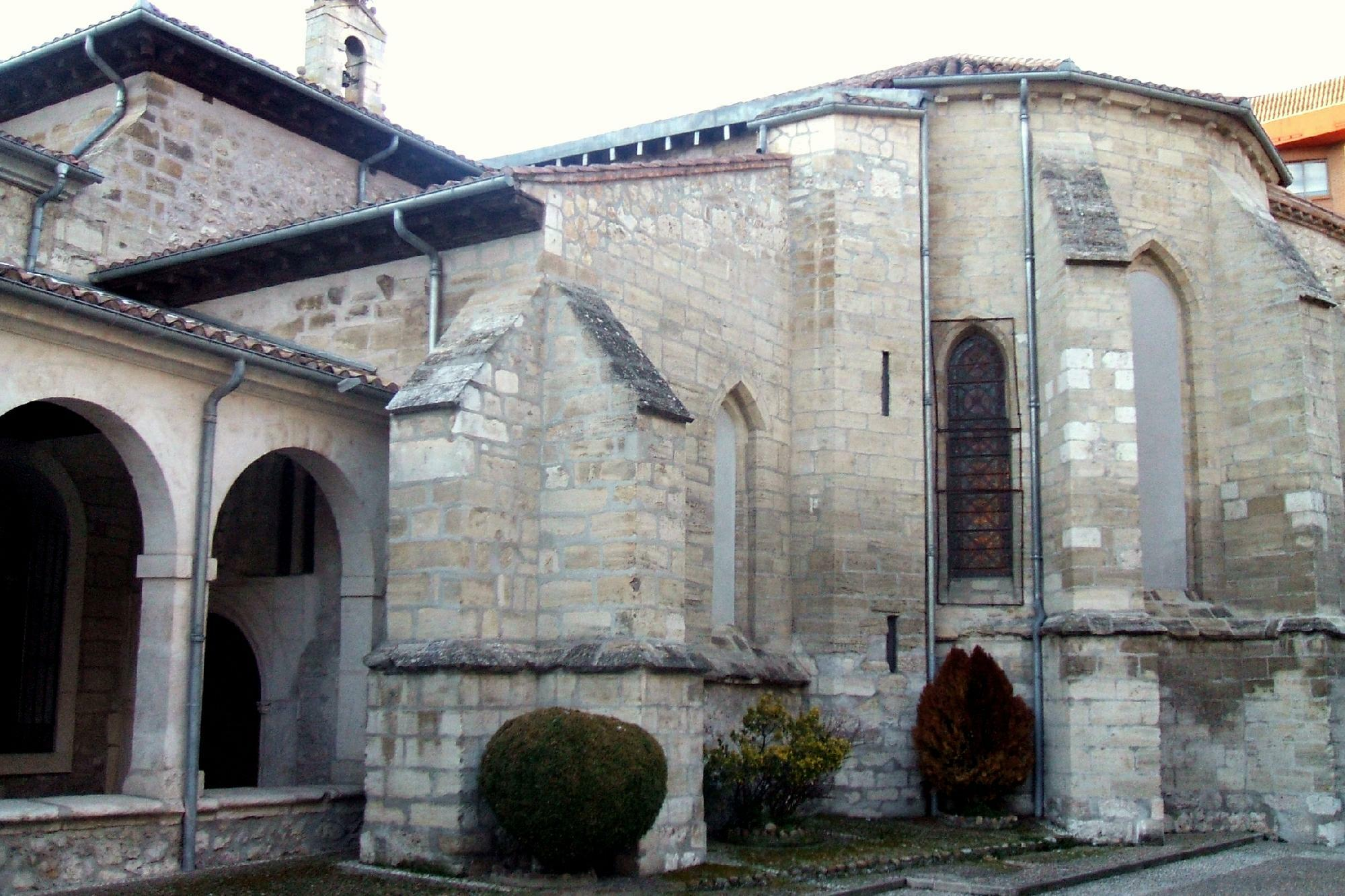
Convento de Santa Clara - Ábside y atrio.
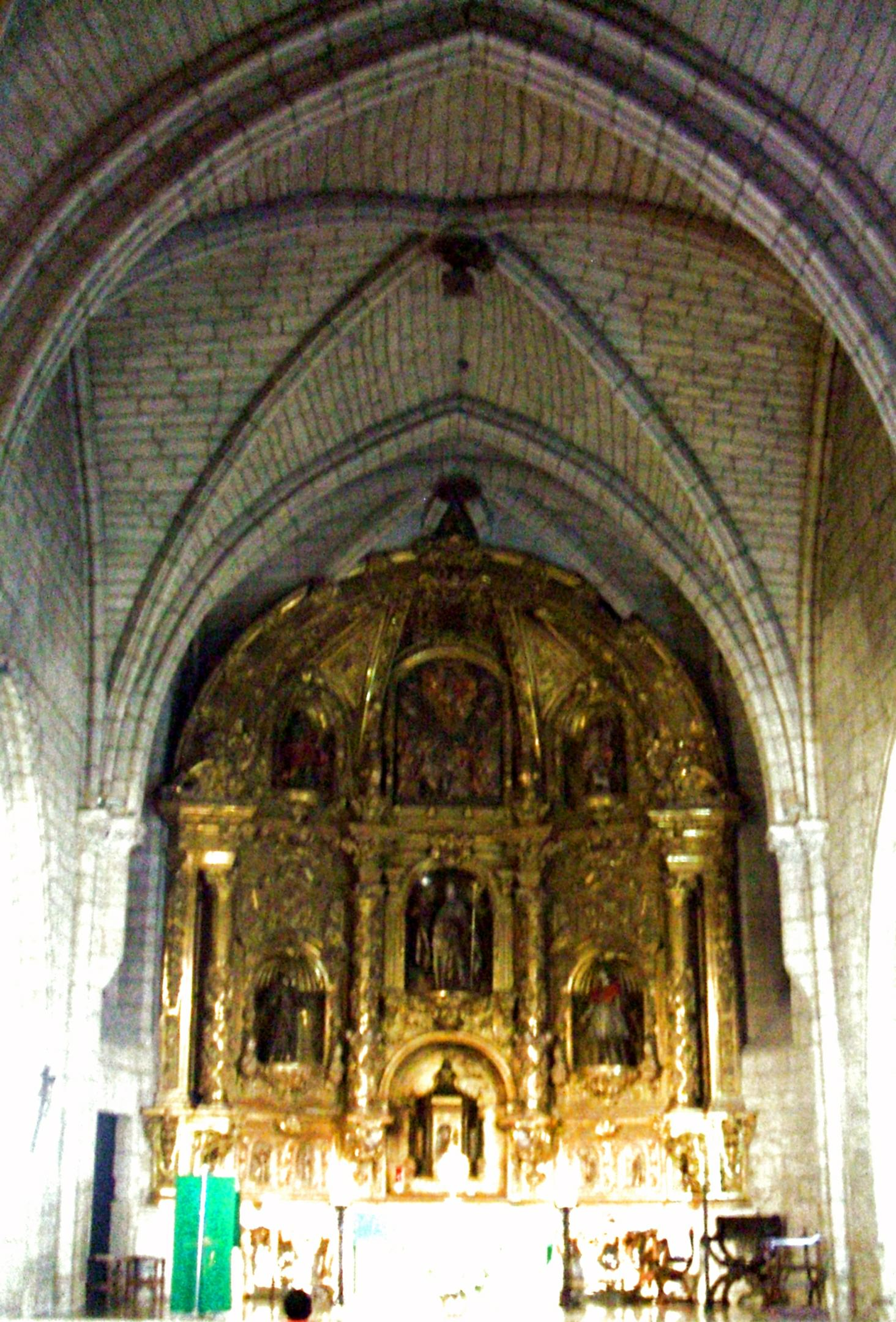
Convento de Santa Clara - Interior iglesia.
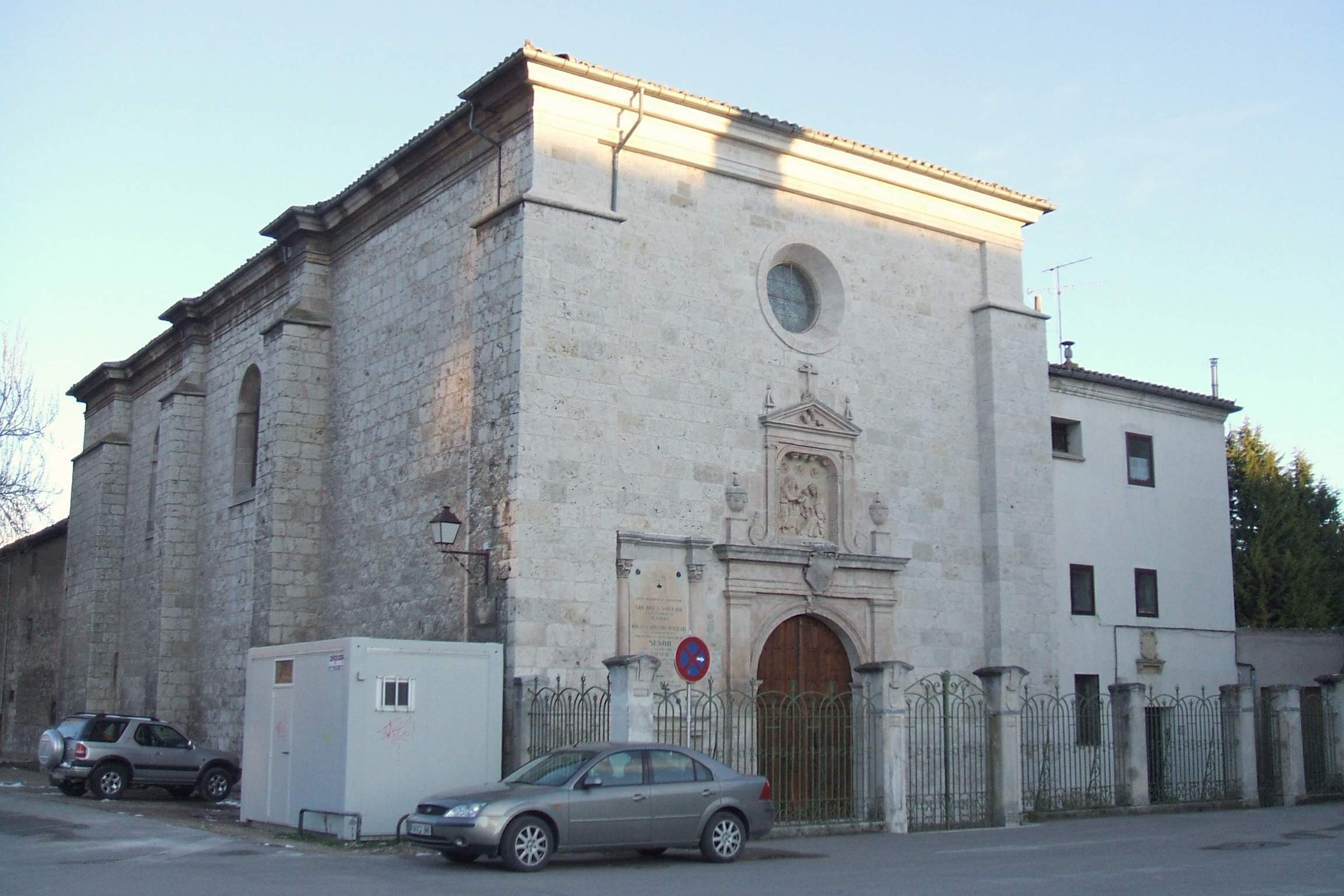
Convento de San José y Santa Ana (Carmelitas Descalzas).
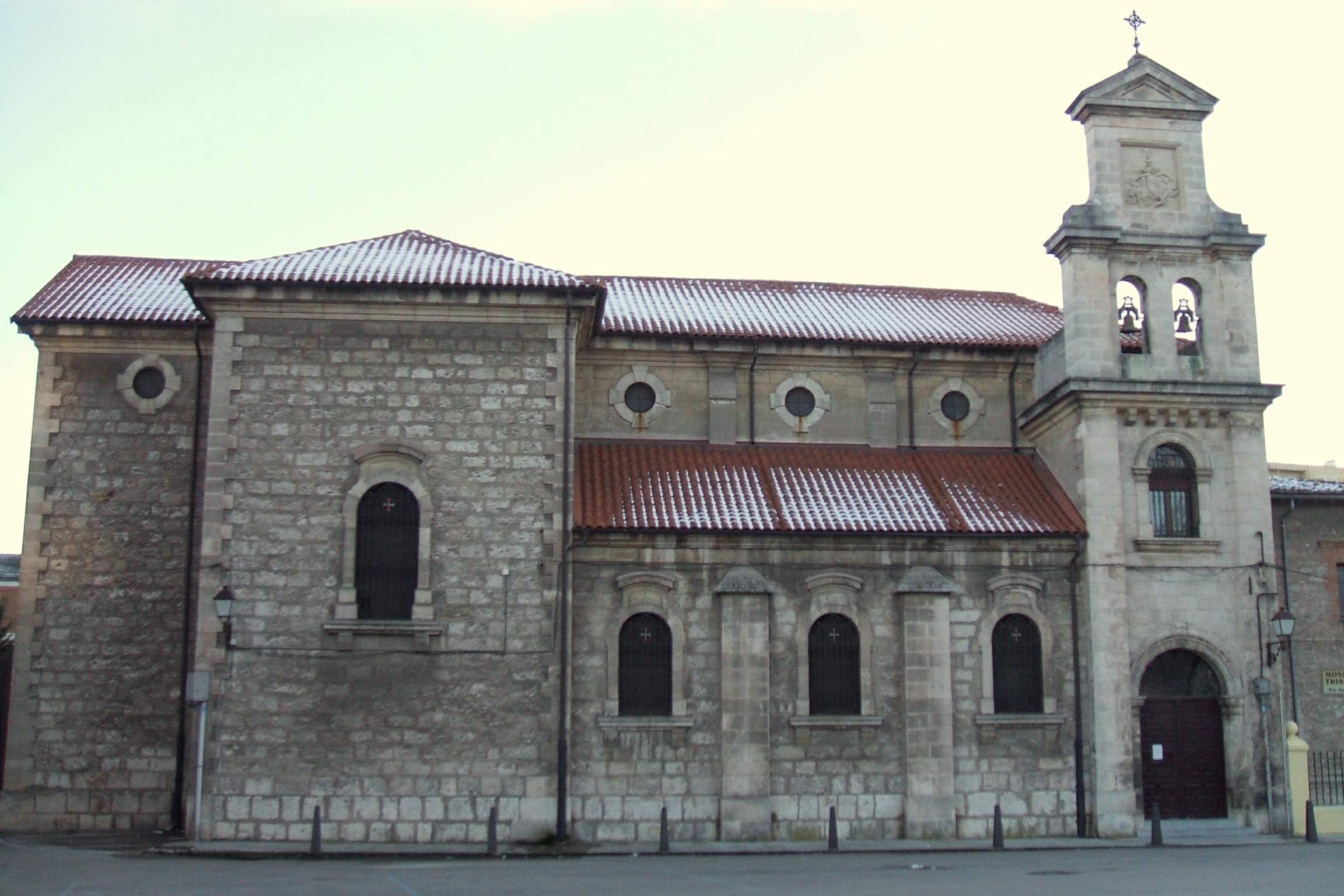
Convento de las Trinitarias.
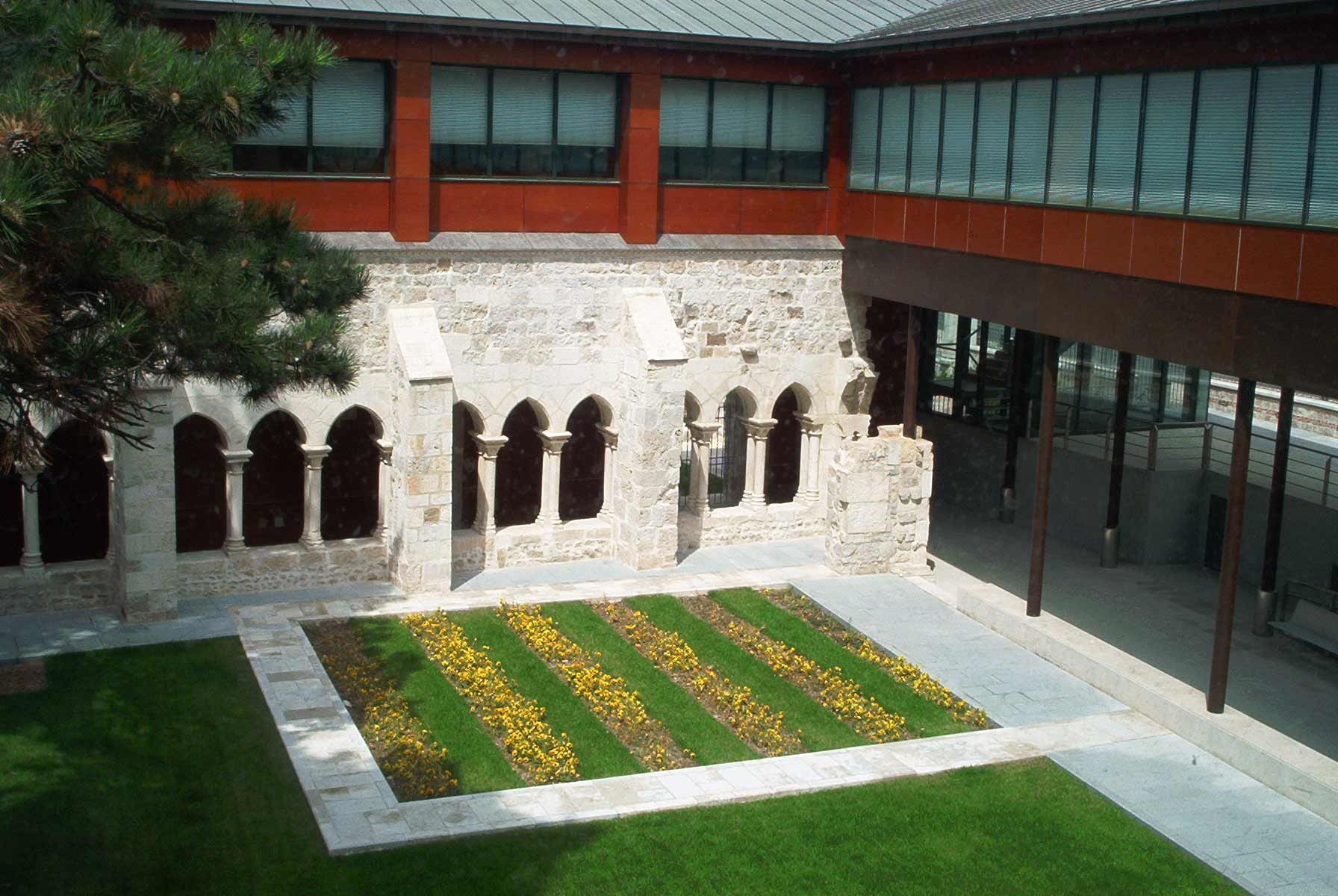
Patio del Real Monasterio de San Agustín.
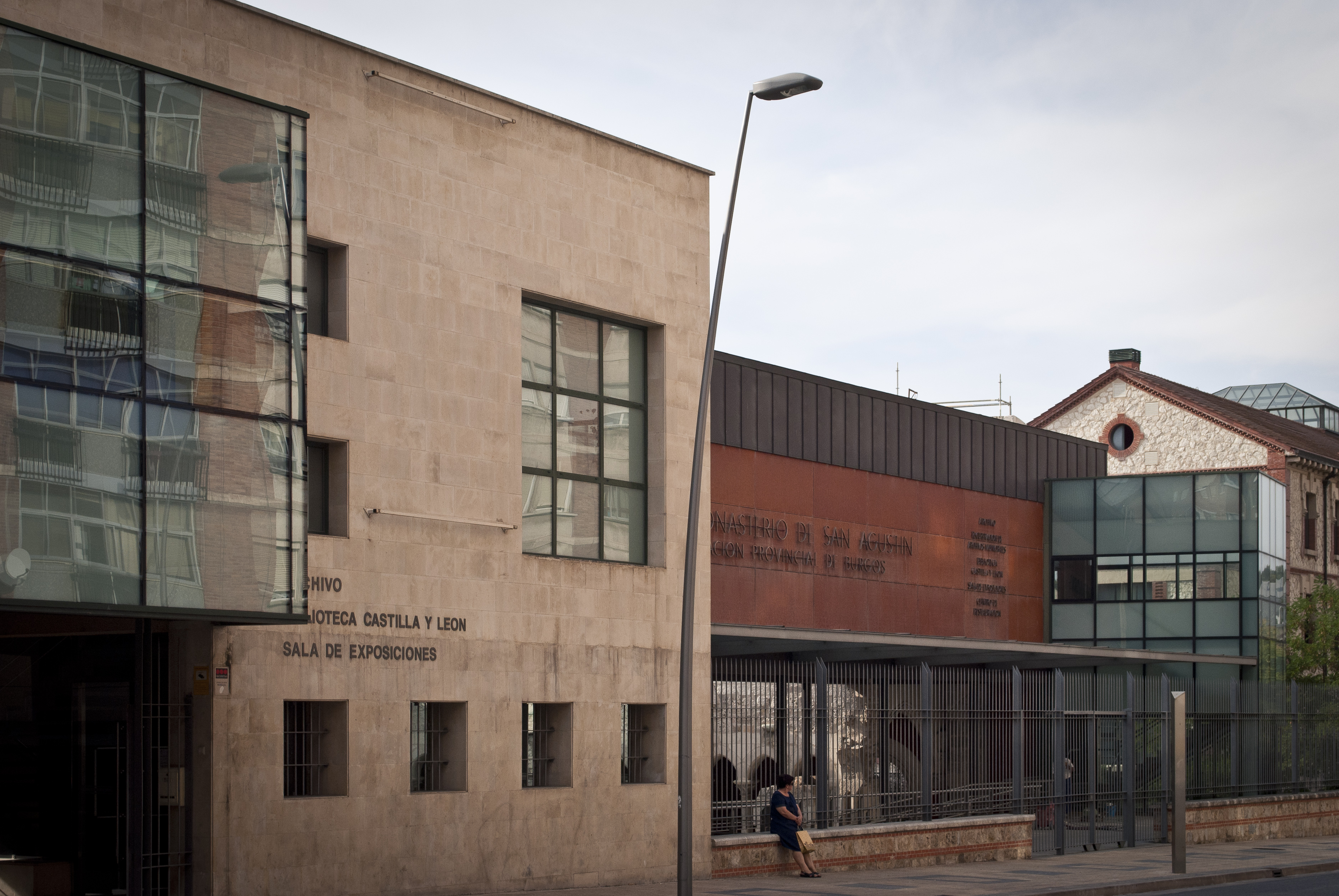
Fachada del antiguo Real Monasterio de San Agustín.
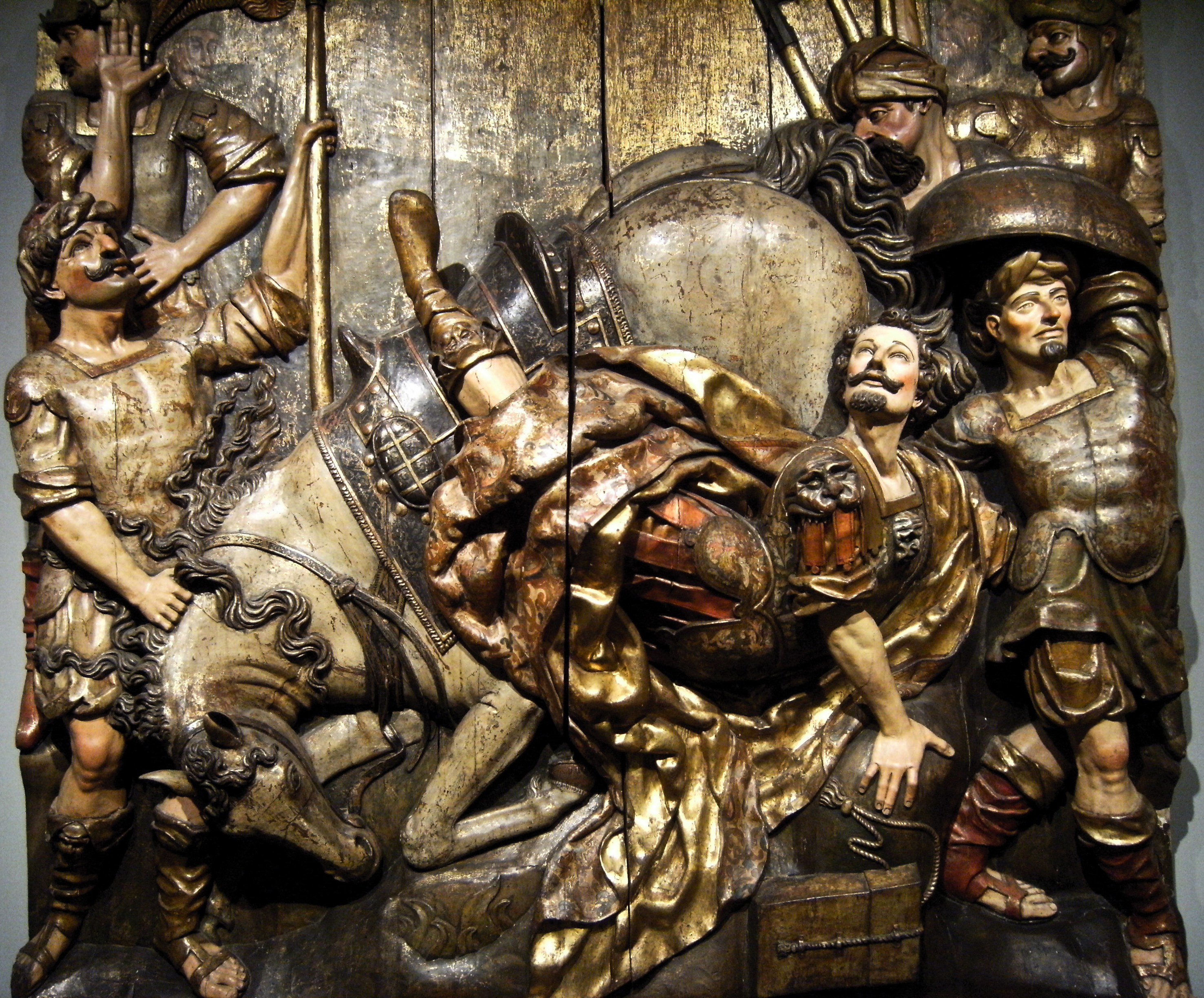
La conversión de San Pablo, procedente del retablo mayor del desaparecido convento de San Pablo. Museo Marés (Barcelona).
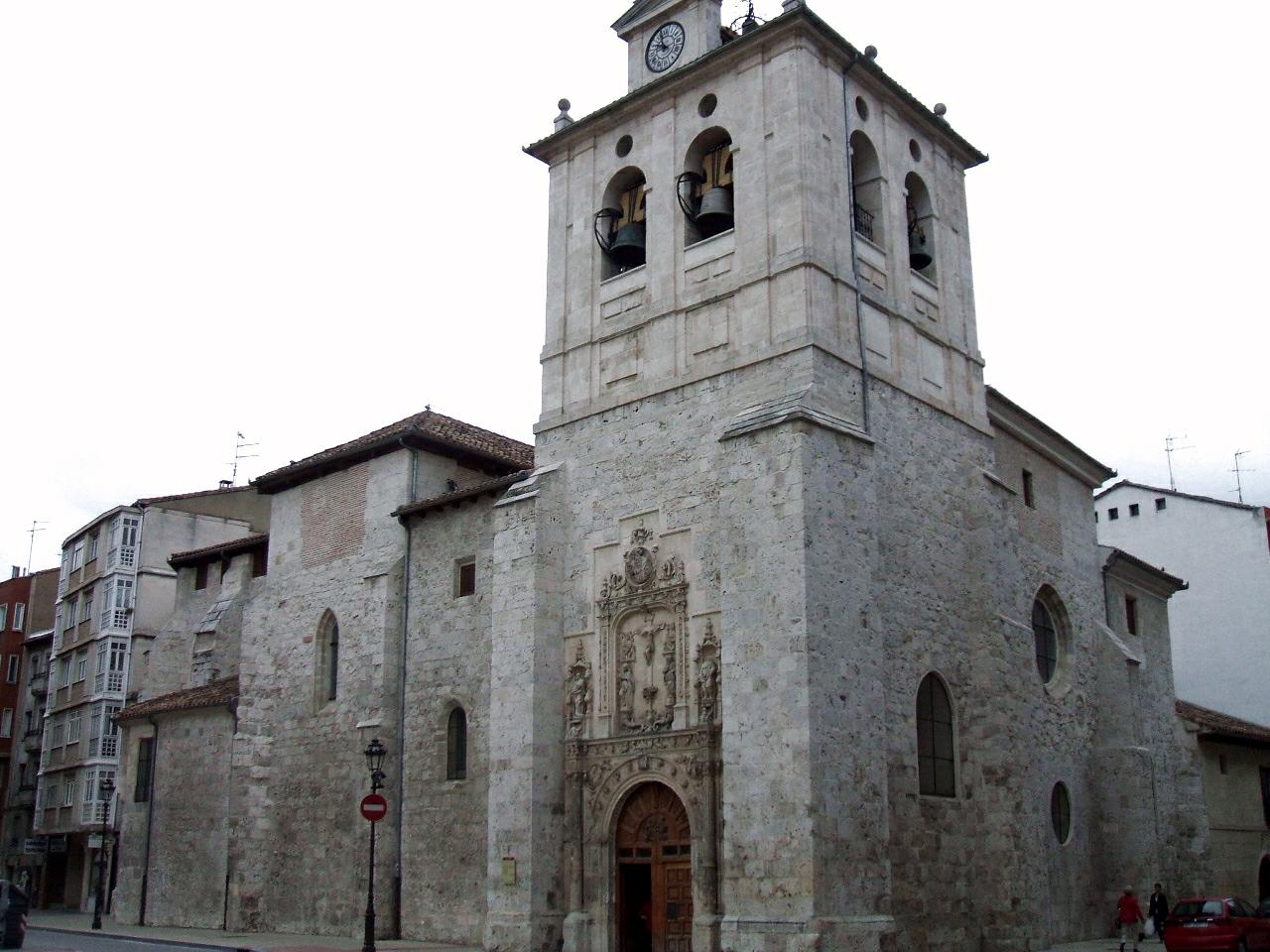
Iglesia de San Cosme y San Damián.
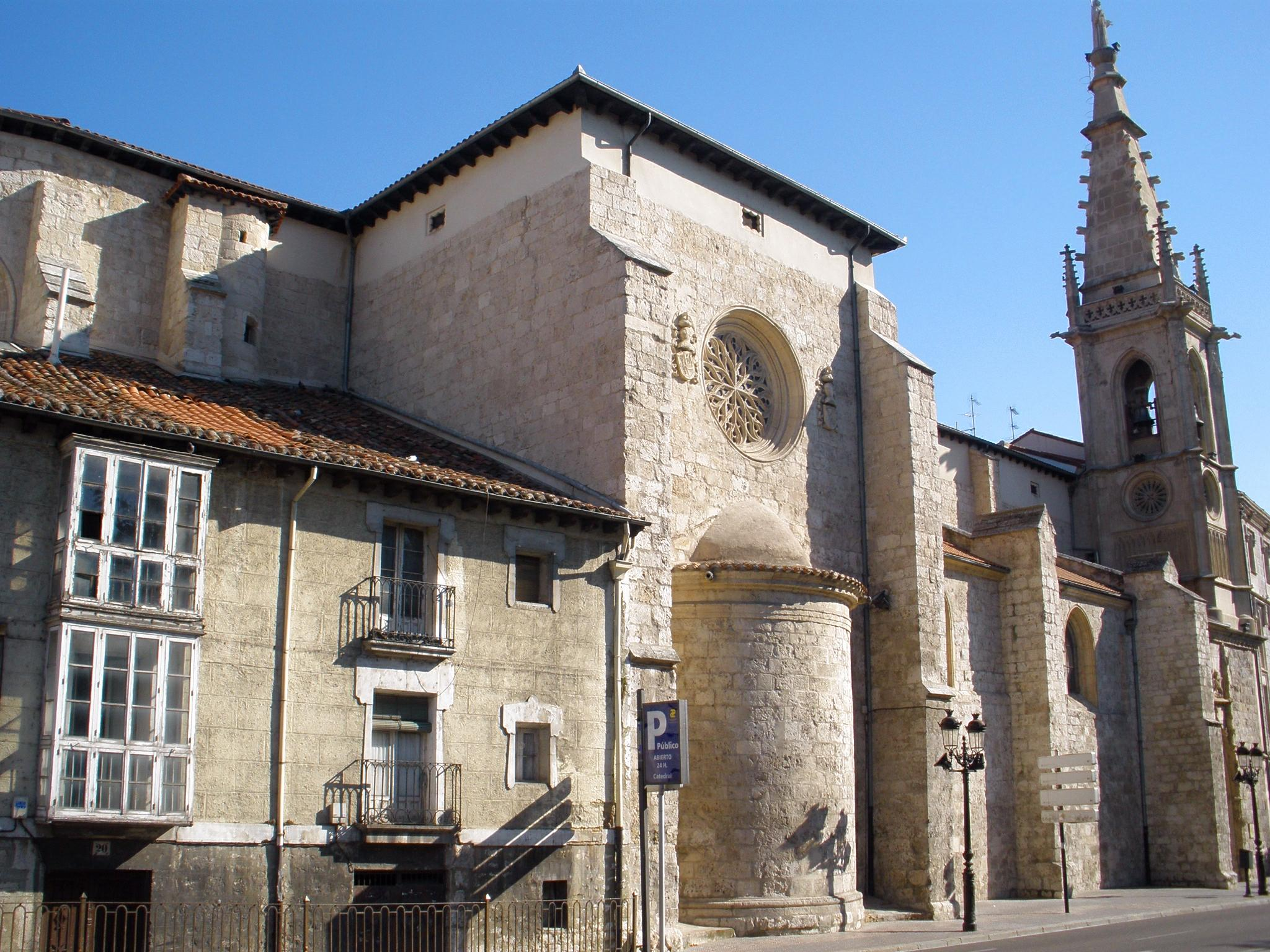
Iglesia de Nuestra Señora de la Merced.
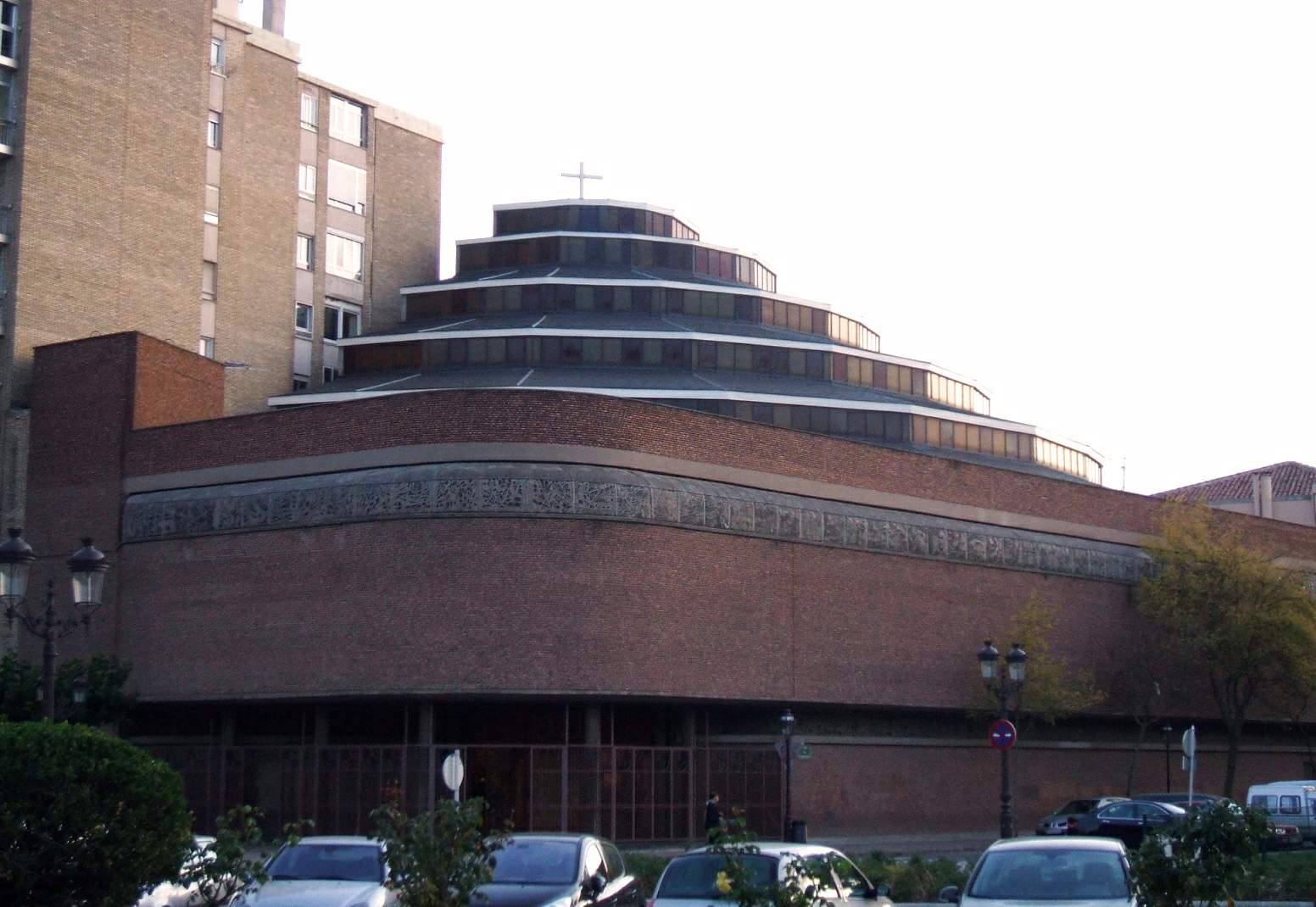
Iglesia del Carmen.
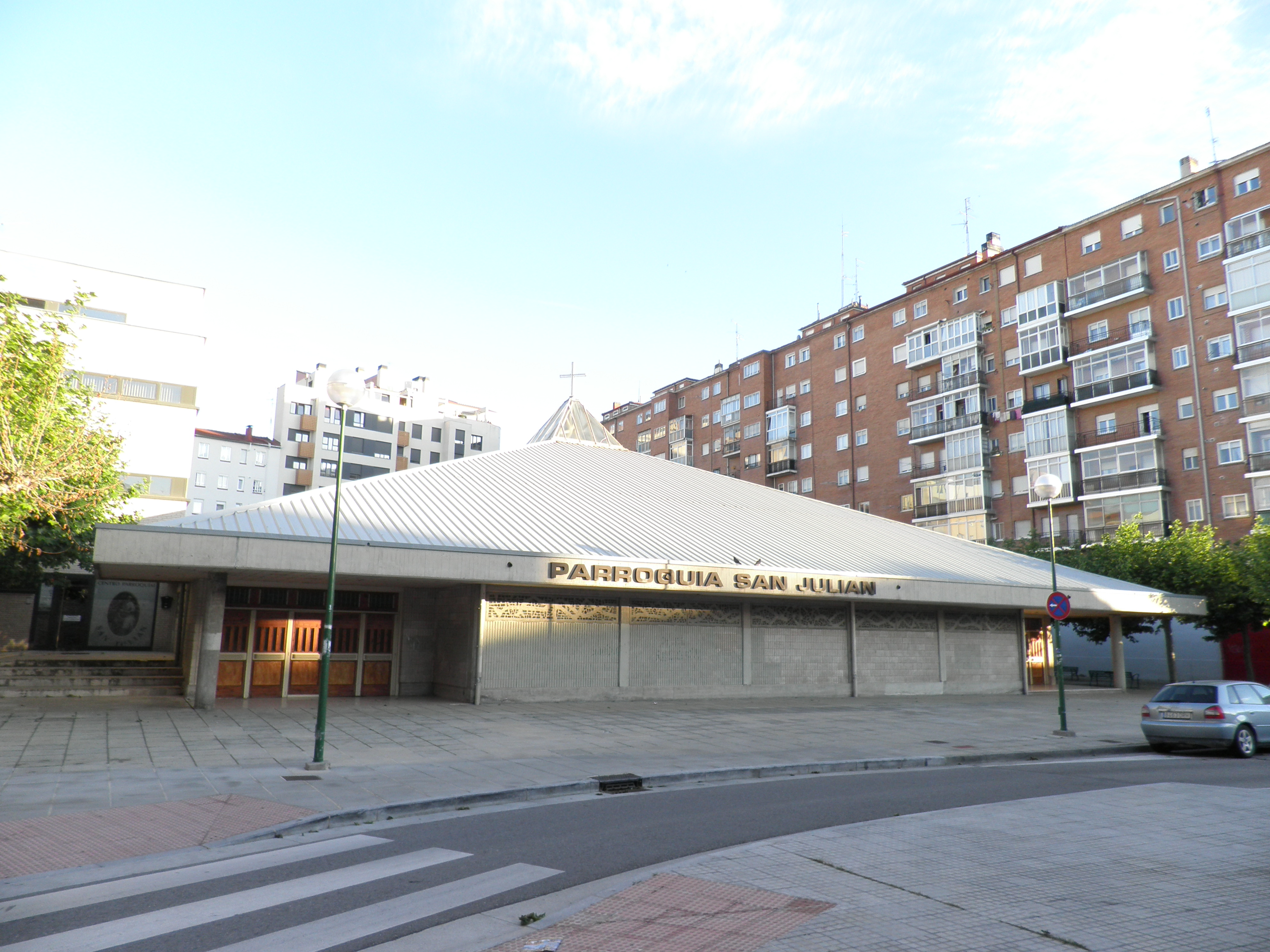
Iglesia de San Julián, en la plaza de Guadalajara.
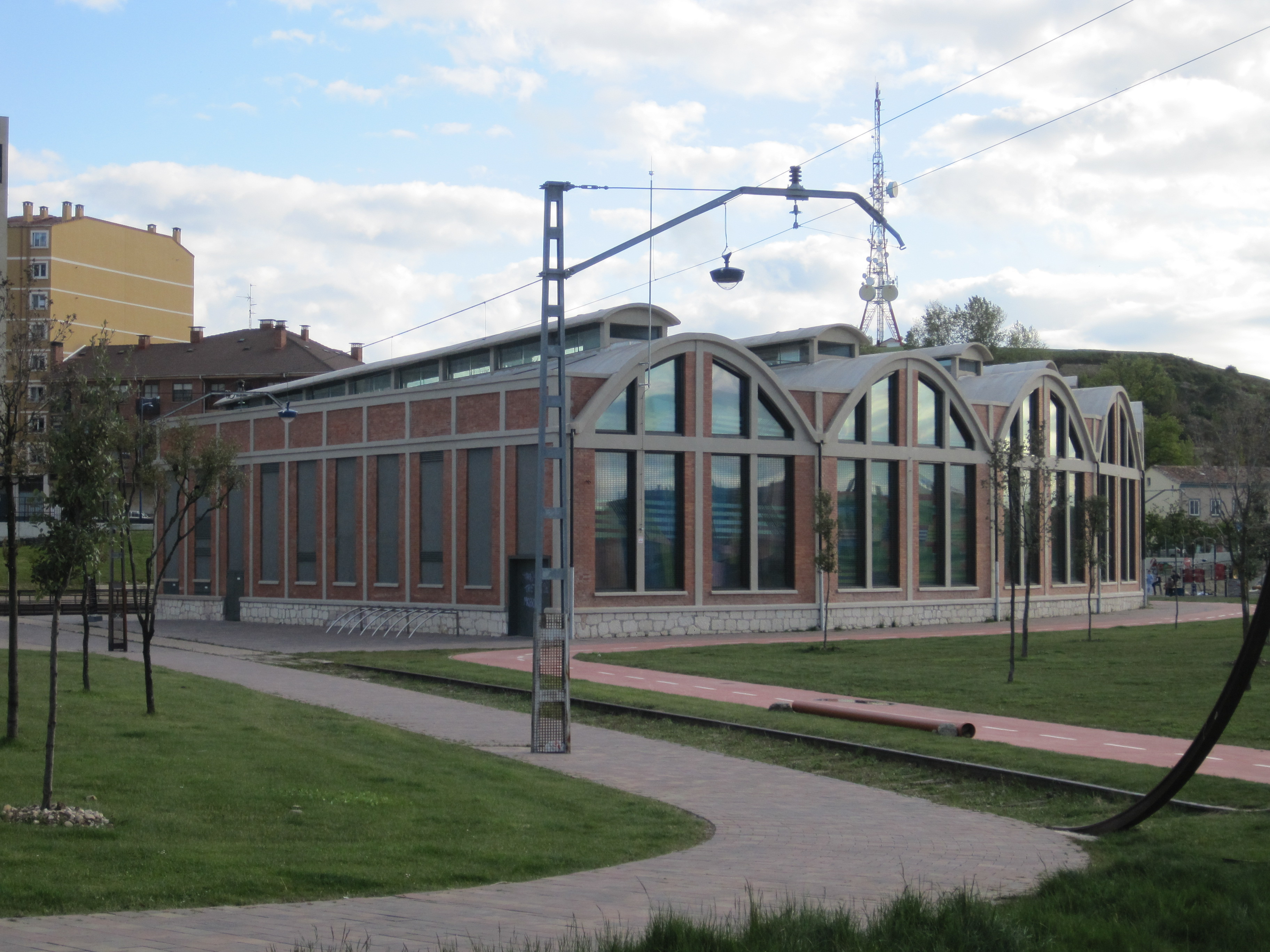
Centro de Creación Musical "El Hangar".
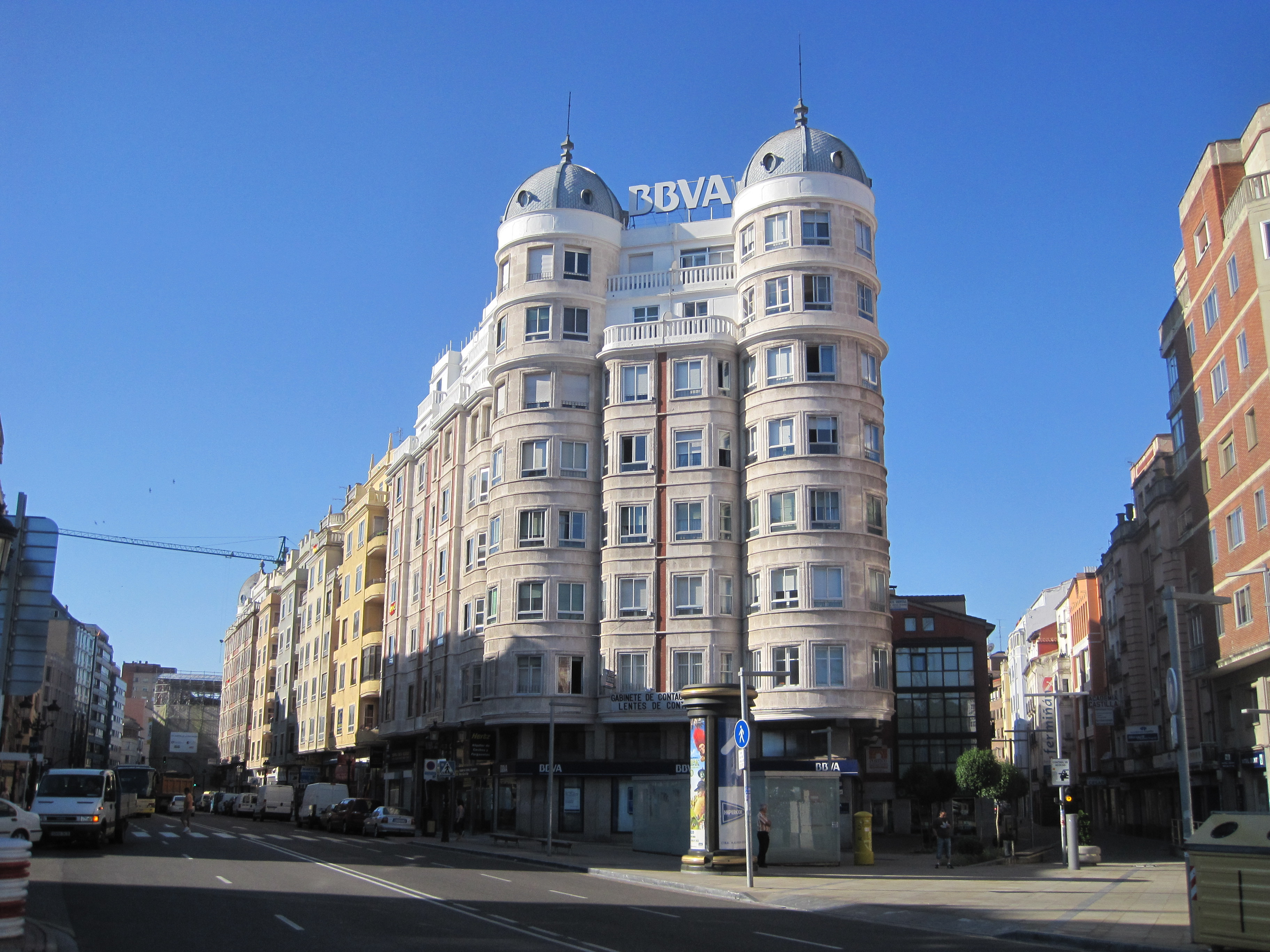
Edificio de la zona sur, situado en las inmediaciones de Plaza Vega.
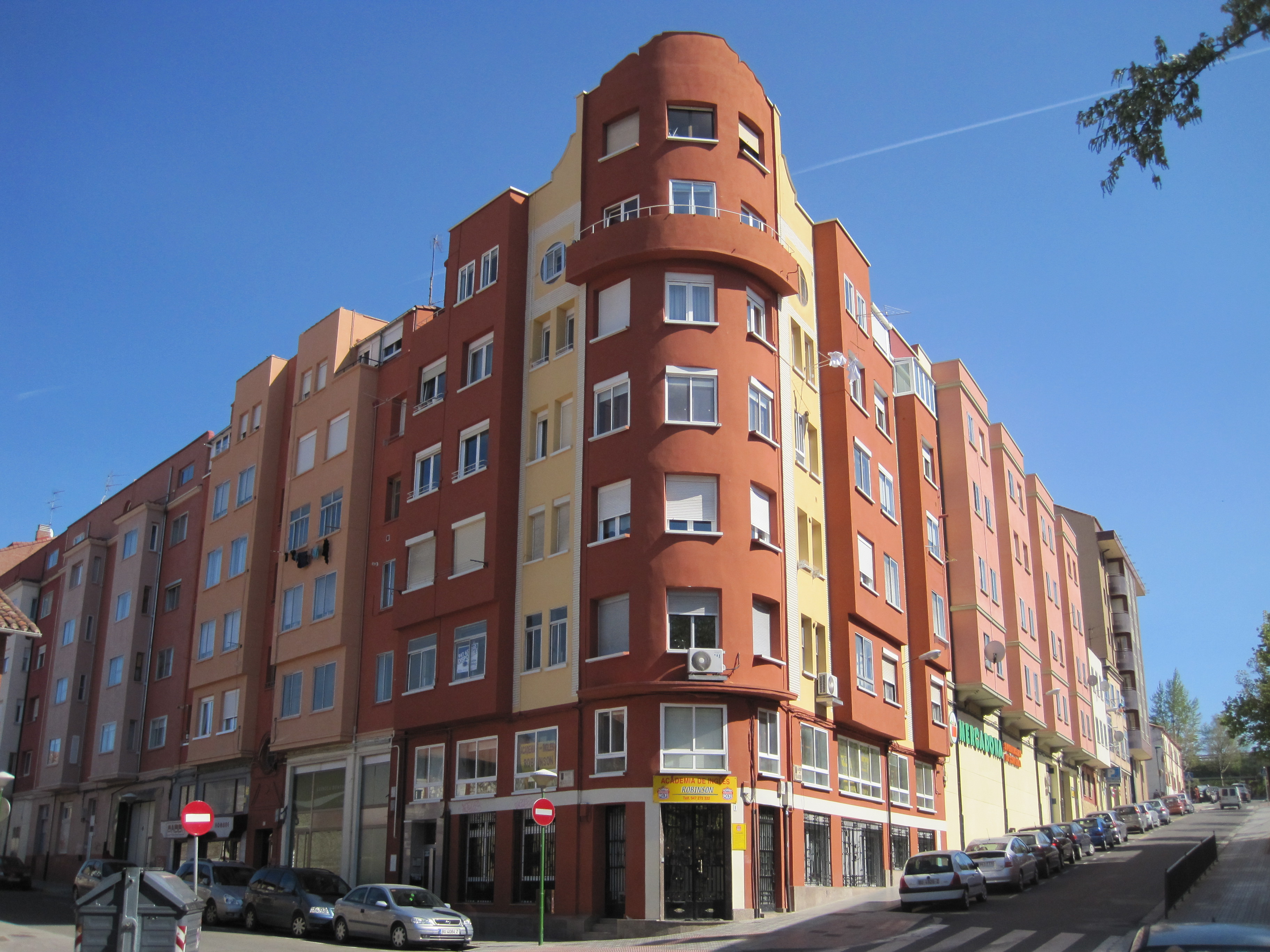
Vista de un edificio de los años 50, en la zona sur
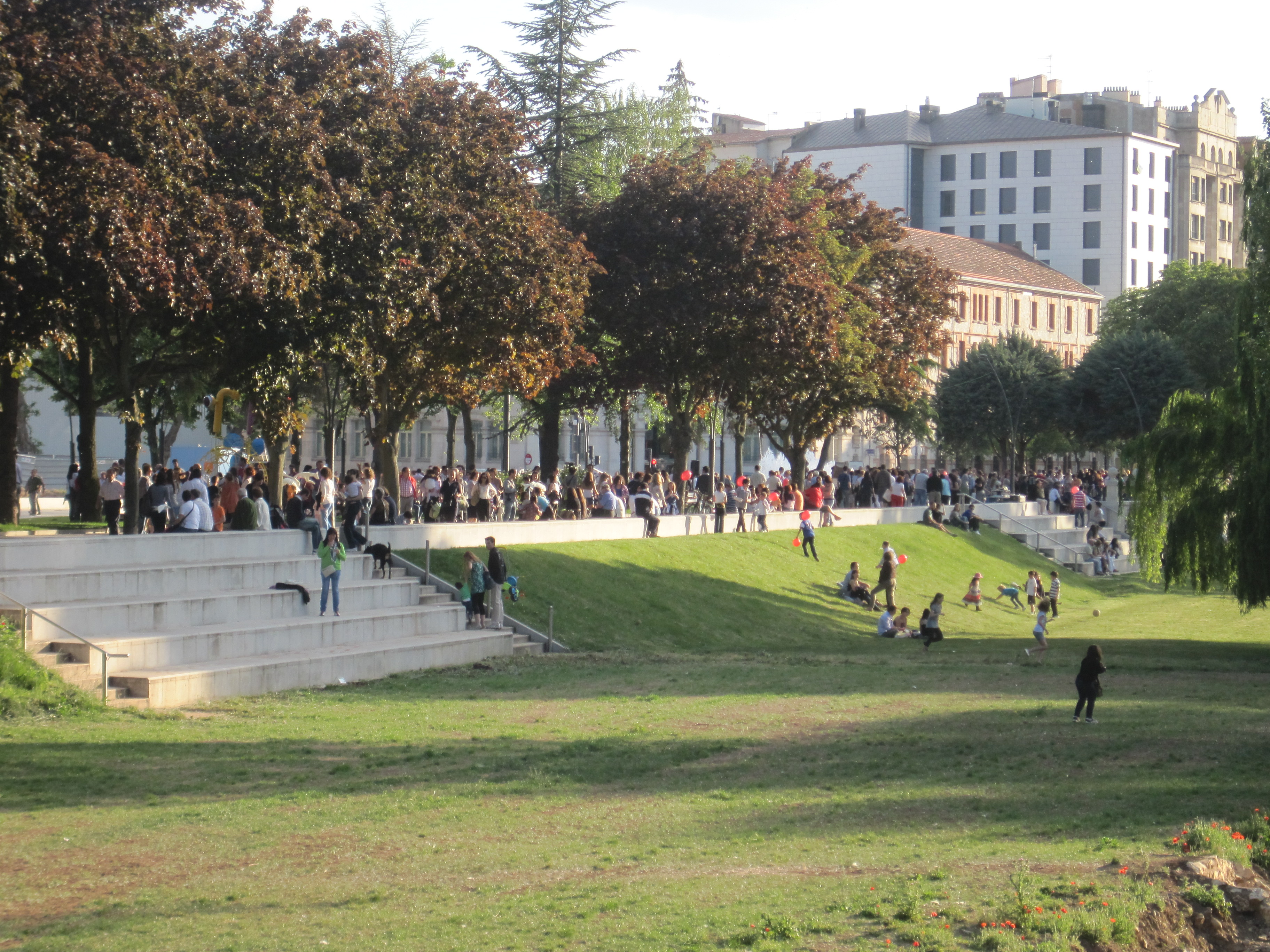
Escaleras de acceso al río Arlanzón, en pleno parque lineal, y junto al MEH.